# Hadogenes
Genre
Hadogenes est un genre de scorpions de la famille des Hormuridae.

## Distribution
Les espèces de ce genre se rencontrent en Afrique australe.

## Description
Ces scorpions mesurent jusqu'à 21 cm. Ils sont caractérisés par leur aspect très plat avec de fortes pinces et une queue grêle,.

## Liste des espèces
Selon The Scorpion Files (16/06/2020) :
- Hadogenes austroafricanus Penther, 1900
- Hadogenes bicolor Purcell, 1899
- Hadogenes gracilis Hewitt, 1909
- Hadogenes granulatus Purcell, 1901
- Hadogenes gunningi Purcell, 1899
- Hadogenes hahni (Peters, 1862)
- Hadogenes lawrencei Newlands, 1972
- Hadogenes longimanus Prendini, 2001
- Hadogenes minor Purcell, 1899
- Hadogenes newlandsi Prendini, 2001
- Hadogenes paucidens (Pocock, 1896)
- Hadogenes phyllodes (Thorell, 1876)
- Hadogenes polytrichobothrius Prendini, 2006
- Hadogenes soutpansbergensis Prendini, 2006
- Hadogenes tityrus (Simon, 1888)
- Hadogenes trichiurus (Gervais, 1843)
- Hadogenes troglodytes (Peters, 1861)
- Hadogenes weygoldti Šťáhlavský, Štundlová, Lowe, Stockmann & Kovařík, 2018
- Hadogenes zuluanus Lawrence, 1937
- Hadogenes zumpti Newlands & Cantrell, 1985

## Publication originale
- Kraepelin, 1894 : Revision der Scorpione. II. Scorpionidae und Bothriuridae. Beiheft zum Jahrbuch der Hamburgischen Wissenschaftlichen Anstalten, vol. 11, p. 1–248.